# Aphelaria portentosa
Aphelaria portentosa é uma espécie de fungo pertencente à família Aphelariaceae.